# Spletno zalezovanje
Spletno zalezovanje (angleško cyberstalking) je zalezovanje oziroma nadlegovanje preko različnih telekomunikacijskih sredstev.
Spletni zalezovalci uporabljajo različne tehnike kot so pošiljanje žaljivih elektronskih sporočil, kraja identitete ter poškodovanje podatkov ali opreme. Svojo žrtev lahko nadlegujejo direktno preko neposrednega spletnega pogovora, ustvarijo spletno stran z resničnimi in lažnimi informacijami o svoji žrtvi ali širijo govorice z namenom škodovati njenemu ugledu. Prav tako lahko vdrejo v žrtvin računalnik ali email račun, spremenijo geslo in tako žrtvi onemogočijo dostop, žrtev prijavijo na vprašljive ponudbe ali porno strani, sledijo ji v spletnih klepetalnicah, ustvarijo prirejene fotografije različnih vsebin, ki jih objavijo na spletu ter žrtev nagovarjajo k srečanju iz oči v oči. Splet torej omogoča, da zalezovalec pridobi informacije o svoji žrtvi ali da vstopi v stik z njo. Spletni zalezovalci lahko stopnjujejo svoja dejanja tako, da spletno zalezovanje postane fizično, ki lahko vodi do pedofilije, ugrabitev, posilstev ali kakšnih drugih kaznivih dejanj.
Motivi spletnih zalezovalcev so različni. Žene jih lahko maščevanje, sovraštvo, jeza, ljubusumje, obsedenost z žrtvijo ali različne duševne bolezni.
Z razvojem tehnologije predvsem pa z razvojem spletnih socialnih omrežij (Facebook, Twitter ipd.) so uporabniki tovrstnih omrežij postali bolj odprti v izražanju ter širjenju osebnih informacij. To ustvarja priložnosti za zlorabo osebnih informacij ter lažje sledenje in nadlegovanje.

## Razlike med spletnim in fizičnim zalezovanjem
Čeprav se zdi, da je spletno zalezovanje nadgradnja fizičnega zalezovanja in da gre pravzaprav le za prenos zalezovanja v kibernetski prostor, se spletno zalezovanje razlikuje od fizičnega. Motivacija za spletno zalezovanje se lahko zelo razlikuje od motivacije za fizično zalezovanje. Fizični zalezovalci vedno imajo ali so imeli kakršenkoli odnos z žrtvijo medtem ko so primeri ko spletni zalezovalci še nikoli niso videli svoje žrtve. Spletni zalezovalci niso vezani na eno geografsko mesto in lahko svoji žrtvi sledijo z drugega konca sveta. Preko interneta lahko spletni zalezovalci spodbujajo druge ljudi, da nadlegujejo ali grozijo njihovim žrtvam. Internet jim omogoča, da to počnejo anonimno (ali pod izmišljenim imenom) kar od doma. Obe obliki, tako fizično kot spletno zalezovanje, pa žrtvam povzročata neprijetnosti in strah.

## Preventiva
Kot posamezniki moramo poskrbeti za svojo varnost, da ne postanemo žrtve spletnega zalezovanja. To lahko storimo tako, da:
- redno spreminjamo gesla,
- redno preverjamo računalnik s protivirusnimi programi,
- na spletu se pogovarjamo le z osebami, ki jih poznamo,
- redno brišemo nepotrebne datoteke,
- pazimo na naša ravnanja v socialnih omrežjih (sprejemamo prošnje za prijateljstvo le od oseb, ki jih poznamo, ne delimo osebnih podatkov, se izogibamo spletnih aplikacij, blokiramo osebe, ki nas nadlegujejo ipd.)
- e-poštni naslov delimo le z osebami, katerim zaupamo ipd.